# Олимпия (стадион, Самарканд)
Стадион «Оли́мпия» (узб. «Olimpiya» stadioni / «Олимпия» стадиони) — многоцелевой стадион в городе Самарканд, в Узбекистане. Вмещает 12,500 зрителей, являясь вторым по вместимости стадионом Самарканда, после стадиона «Динамо», который вмещает 13,800 зрителей. 
Стадион «Олимпия» является частью крупного спортивного комплекса, используемого самаркандским колледжем олимпийских резервов. Расположен в северной части Самарканда, с западной и северной части на улице Ибн Сина, с южной стороны на улице Рудаки. Стадион построен в советские годы, по некоторым данным, в 1989 году. 
Некоторое время на стадионе проводили свои домашние матчи футбольные клубы «Регистан» и «Шердор». В 2011 году во время капитальной реконструкции стадиона стадиона «Динамо», футбольный клуб «Динамо» проводило свои домашние матчи на этом стадионе. На стадионе в настоящее время проводит свои некоторые домашние матчи молодёжная команда «Динамо». Также на стадионе играют местные команды колледжа олимпийских резервов.
Кроме футбольных матчей, на стадионе тренируются студенты колледжа олимпийских резервов, проводятся различные спортивные турниры и мероприятия (по футболу, легкой атлетике и т.п.) городского, областного и республиканского уровней.